# 衡阳市科技馆
衡阳市科技馆位于衡阳市蒸湘区迎宾路上，是衡阳市科学技术协会的二极机构，与衡阳市科技进修学院、衡阳市青少年科普活动中心为三块牌子一个机构。

## 活动
在衡阳市科技馆举办的活动包括：市青少年科技创新大赛、市青少年科技活动周等。